# Azerables
Azerables é uma comuna francesa na região administrativa da Nova Aquitânia, no departamento de Creuse. Estende-se por uma área de 39,44 km². Em 2010 a comuna tinha 830 habitantes (densidade: 21 hab./km²).